# غريغ بيرس (سياسي)
غريغ بيرس (بالإنجليزية: Greg Pearce)‏ هو كاتب عدل ‏ وسياسي أسترالي، ولد في 22 يناير 1955 في كامبرداون ‏ في أستراليا. نشط حزبياً في الحزب الليبرالي الأسترالي. وقد انتخب عضو المجلس التشريعي نيو ساوث ويلز (1 نوفمبر 2000 – 15 نوفمبر 2017).